# Reineke Fuchs
Reineke Fuchs (no Brasil, Reineke, a Raposa) é um longa-metragem de animação alemão-chinês lançado em 1989 dirigido por Manfred Durniok, Zhuang Minjin e He Yumen. Sua trama é baseada no antigo conto de Johann Wolfgang von Goethe que mostra a inteligência de uma raposa ao dominar todo o reino animal.

## Enredo
A história se centra-se em Reineke, uma raposa astuta que mora junto de sua esposa e seus filhos num reino povoado pelo leão Rei Nobel. Destemido e valente a cada aventura Reineke sai em busca de arranjar comida para si e sua família, muitas vezes desobedecendo as ordens do rei indo atacar os outros animais e roubando as comidas do humanos deixando por onde ele passa um novo inimigo que o odeia, enquanto que ele seja adorado por outros.